# Шотландские марки

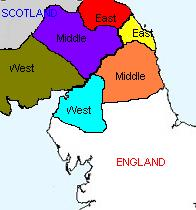
Шотландские марки

Шотландские марки (англ. Scottish Marches) — область в англо-шотландском пограничье в Средние века, которая постоянно подвергалась набегам и разорению.

## История

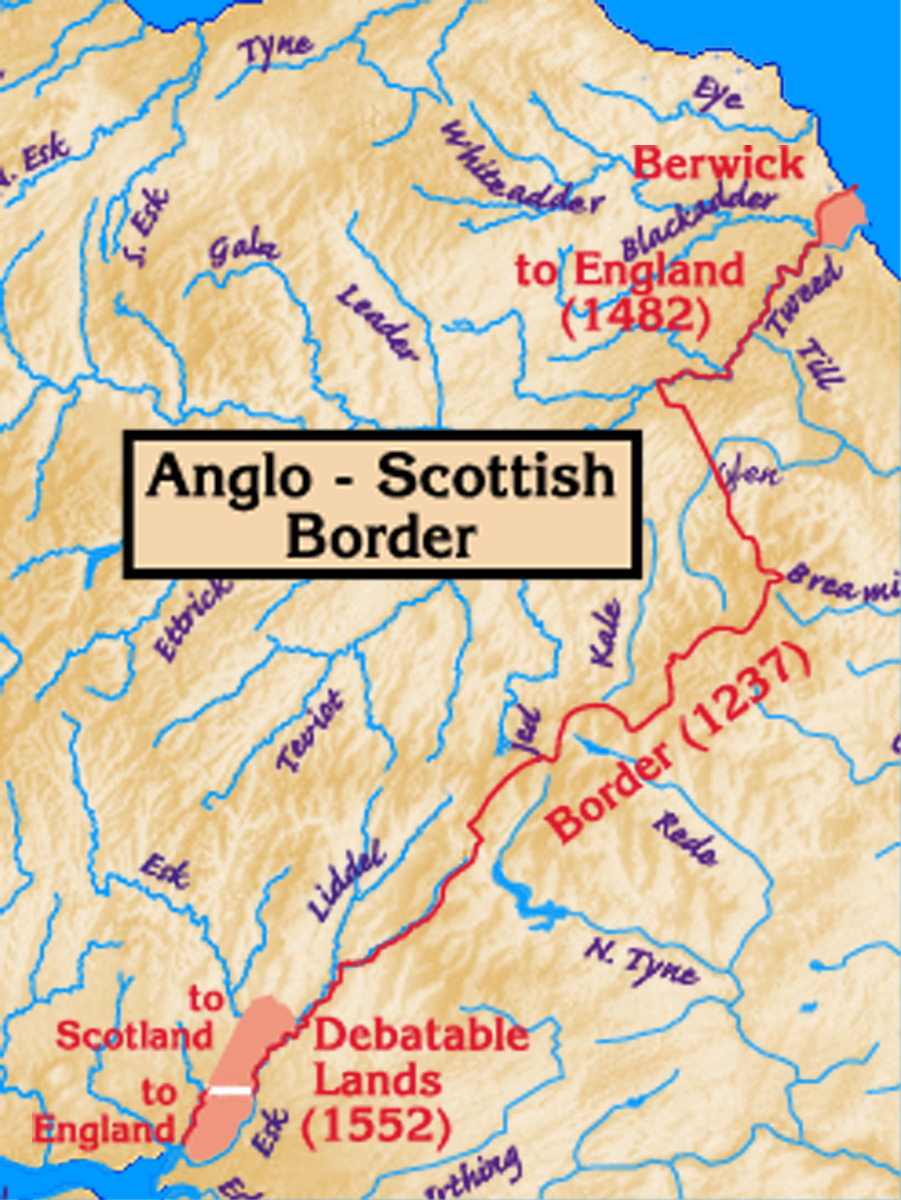
Англо-Шотландское пограничье

Англо-Шотландское пограничье, которое в историографии известно как The Borders, занимало большую территорию, на которой позже возникли графства Нортумберленд, Камберленд, Уэстморленд, Берикшир, Роксбургшир, Селкиркшир и Пибблсшир. В хрониках, созданный в XI—XII веках, эти земли именовались Старой маркой (англ. Old March). Также в состав марок входили так называемые «Спорные земли» (англ. Debatable Lands) — территория между Англией и Шотландией, принадлежность которой была предметом споров, поскольку ни одна из сторон не могла документальное подтвердить свои права на неё. В течение более чем 300 лет она фактически контролировалась местными родами и кланами вроде Армстронгов, успешно сопротивлявшихся попыткам центрального правительства распространить свою власть на эти земли.
Позже в Старой Марке образовались английская и шотландская части. Образование Марок было закреплено в 1249 году договором между королями Генрихом III Английскими и Александром III Шотландским. Постепенно вследствие экспансии английских королей английская часть расширилась за счёт земель, ранее признававших сюзеренитет шотландского короля. Однако следует иметь в виду, что сама шотландская часть марки сформировалась на территориях, ранее принадлежавших англосаксонскому королевству Нортумбрия, а до неё — бриттским племенам и возникшим на их основе ранним бриттским королевствам, в частности — королевству Бринейх. В конечном итоге, Английская Марка включала в себя территории Камберленда, Нортумберленда и части Уэстморленда, а Шотландская — Бервикшир, Тевиотдейл (Роксбургшир) и Лотиан.
Поскольку Марки охватывали значительные территории, то для удобства управления ими их разбили на 3 части каждую — Западную, Среднюю и Восточную. Для управления каждой Маркой король назначал хранителя (попечителя) (англ. Warden) — королевского наместника, который управлял вверенной ему территорией, обеспечивал защиту от набегов и сотрудничал с хранителями других Марок. Первого Хранителя назначил король Англии Эдуард I в конце XIII века.
Представители многих пограничных английских родов и шотландских кланов имели владения по обе стороны границы и вели постоянные войны между собой, совершая набеги на земли противников. Отсутствие чёткой границы и постоянные войны между Англией и Шотландией приводили к тому, что здесь свирепствовали бандиты и грабители, с которыми пытались бороться Хранители Марок.
После того как шотландский король Яков VI унаследовал английскую корону (под именем Якова I), Англия и Шотландия были объединены в личную унию, на месте Шотландских марок были образованы Срединные графства (англ. The Middle Shires).

## Шотландские марки
- Восточные шотландские марки (англ. East Marches)
- Средние шотландские марки (англ. Middle Marches)
- Западные шотландские марки (англ. Western Marches)